# Rachel Whiteread

Whiteread-utställning i Tate Modern i London 2005.

Rachel Whiteread, född 20 april 1963 i Ilford i Redbridge, London, är en brittisk skulptör.
Rachel Whiteread är den yngsta av tre döttrar till konstnären Patricia Whiteread (1931–2003) och läraren Thomas Whiteread (död 1988). Hon utbildade sig 1982–1985 i måleri på Brighton Polytechnic i Brighton. Mellan 1985 och 1987 studerade hon skulptur för Phyllida Barlow vid Slade School of Fine Art i London. Hon hade sin första separatutställning 1988.
Hon utformade 2000 ett minnesmärke över Förintelsen på Judenplatz i Wien i Österrike. 
År 1993 mottog hon Turnerpriset.
Hon är sedan långt tillbaka sammanboende med skulptören Marcus Taylor och har två söner med honom.

## Fotogalleri

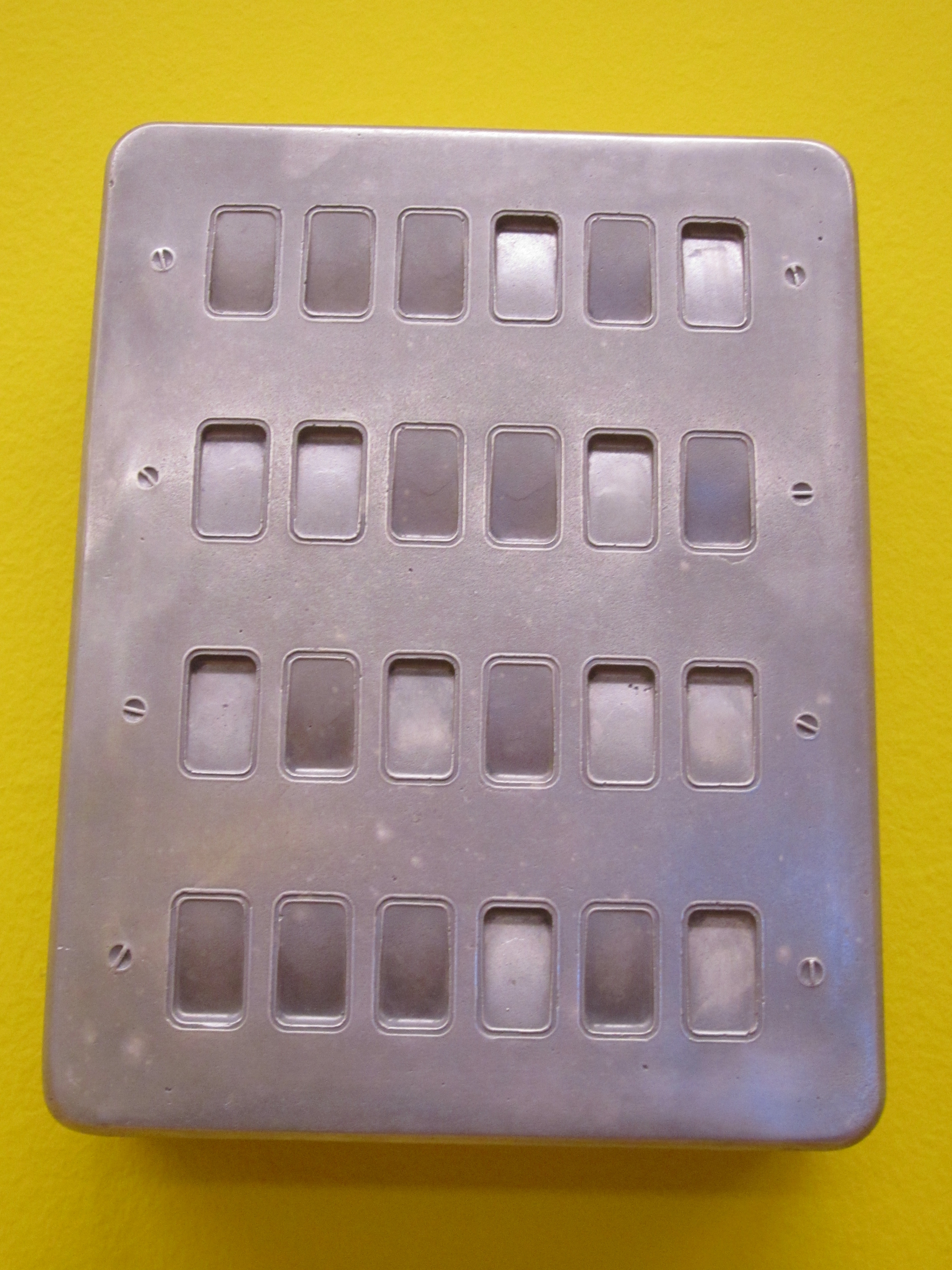
Untitled (Twenty Four Switches)